# (35810) 1999 JB44
1999 JB44 (asteroide 35810) é um asteroide da cintura principal. Possui uma excentricidade de 0.26314490 e uma inclinação de 7.87936º.
Este asteroide foi descoberto no dia 10 de maio de 1999 por LINEAR em Socorro.